# タイマー (サウジアラビア)

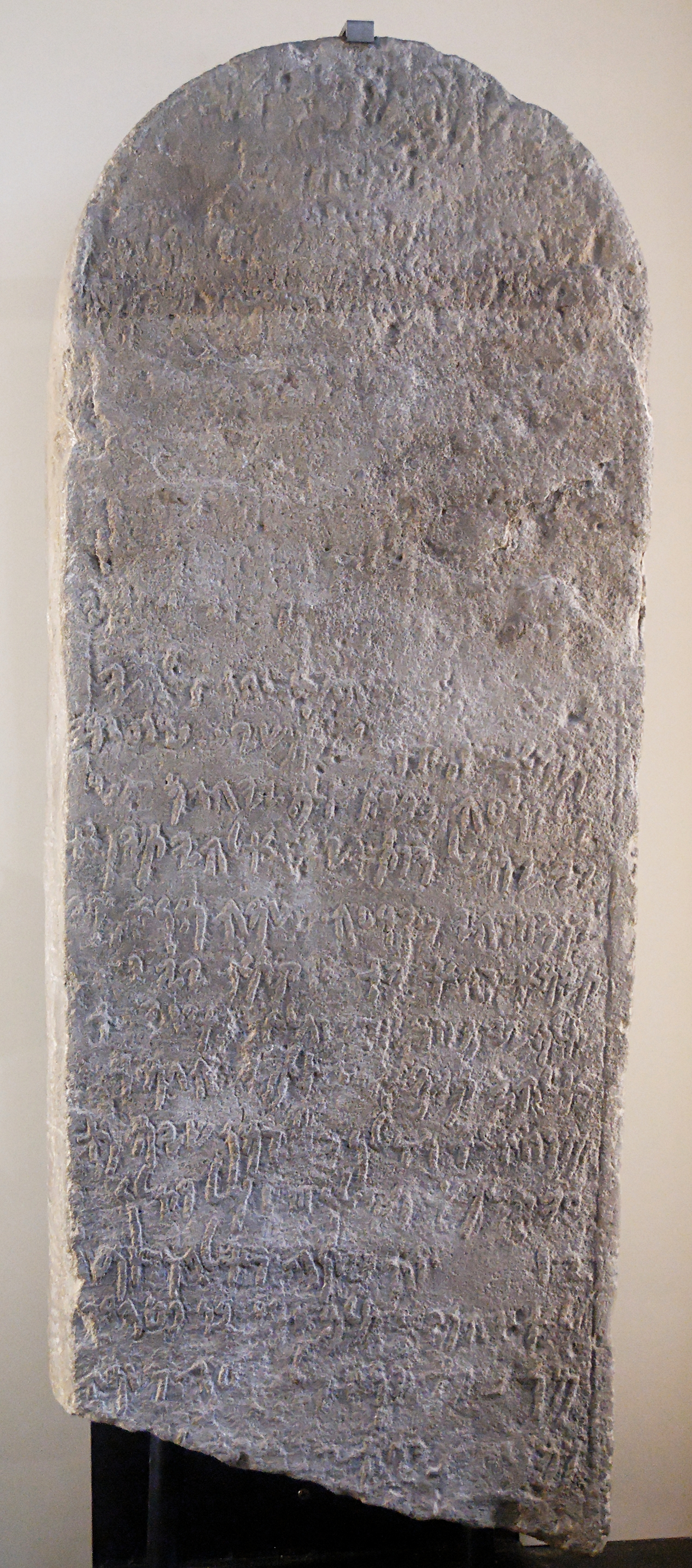
タイマーのアラム語碑文（紀元前6世紀）

タイマー（アラビア語: تيماء, DMG Taymāʾ）は、サウジアラビアにある大規模なオアシスであり、長期にわたる定住の歴史がある。ヒジャーズ北東部に位置し、おおむね古代のヤスリブ（今のマディーナ）とドゥーマ（サカーカの近く）を結ぶ香料の道がネフド砂漠にさしかかる場所に相当する。タイマーはタブークの264キロメートル南東、マディーナの400キロメートル北に位置する。
タイマ、テイマとも呼ばれる。

## 地理
タイマーは海抜830メートルの高さにあり、西はヒジャーズ山地の東の山麓、東はネフド砂漠の間の低地に位置する。現在の定住地の北には湖の跡があり、現在はほとんど水は集まらず、また塩原（アラビア語でサブカと呼ばれる）を発達させている。2万年前にはかなり大きな湖であり、おそらく紀元前5千年紀に干上がった。塩原の泥を使って古代の町の壁の建設のための日干しレンガが作られた。
地下水位はもっとも深いところで地表から1.5メートルしか離れていないが、他の所では40メートルにも達する。このオアシスは何千年にもわたってもっとも重要なヤシのオアシスのひとつであり続けてきた。人工的な灌漑により、現在ナツメヤシの数は8万本に達し、1950年代にくらべて4倍にあたる。

## 歴史
タイマー一帯には人間や動物の絵を描いた無数の岩の彫刻が残されており、新石器時代にすでに人類が住んでいた証拠になっている。
オアシスを調査したドイツ考古学研究所の学者によると（外部リンク参照）、紀元前3千年紀以来ベドウィンが水を求めてこの地を訪れていたと考えられる。
2010年7月、サウジアラビア遺跡観光庁(Saudi Commission for Tourism and Antiquities (SCTA))の報告によれば、タイマー近辺で、サウジアラビアでは初めてとなるヒエログリフで書かれた古代碑文を考古学者が発見した。碑文には紀元前1156年に没したファラオであるラムセス3世のカルトゥーシュが書かれていた。考古学者によれば、当時タイマーを経由してナイル川デルタと紅海を結ぶ重要な貿易路があり、香料・銅・黄金・銀が運ばれていた。

### 都市の建設
この地域にシュメールや北部レバント海岸にならった新しい都市が発達した時期は不明だが、紀元前2千年紀以降のことである。都市の外壁は日干しレンガと砂岩製で10メートルの高さがあり、20ヘクタールほどの土地を囲んでいた。最初に作られた壁はその後数世紀にわたって拡張され、最終的には15キロメートルの長さに達した。この要塞化した都市は11世紀のアラブ歴史家であるアブー・ウバイド・バクリーに注目されている。
外壁のすぐ内側にある墓は木と象牙で作られ、その飾りは紀元前2千年紀後半の青銅器時代の終わりを示す。
紀元前1千年紀に、外壁から約100メートル離れた距離に内壁と塔が建設された。考古学者の解釈によれば、タイマーの150キロメートル南西に位置するダダン（今のアル・ウラー）のオアシスにあったリフヤーン王国のような他の地域勢力との武力衝突があったことを示す。

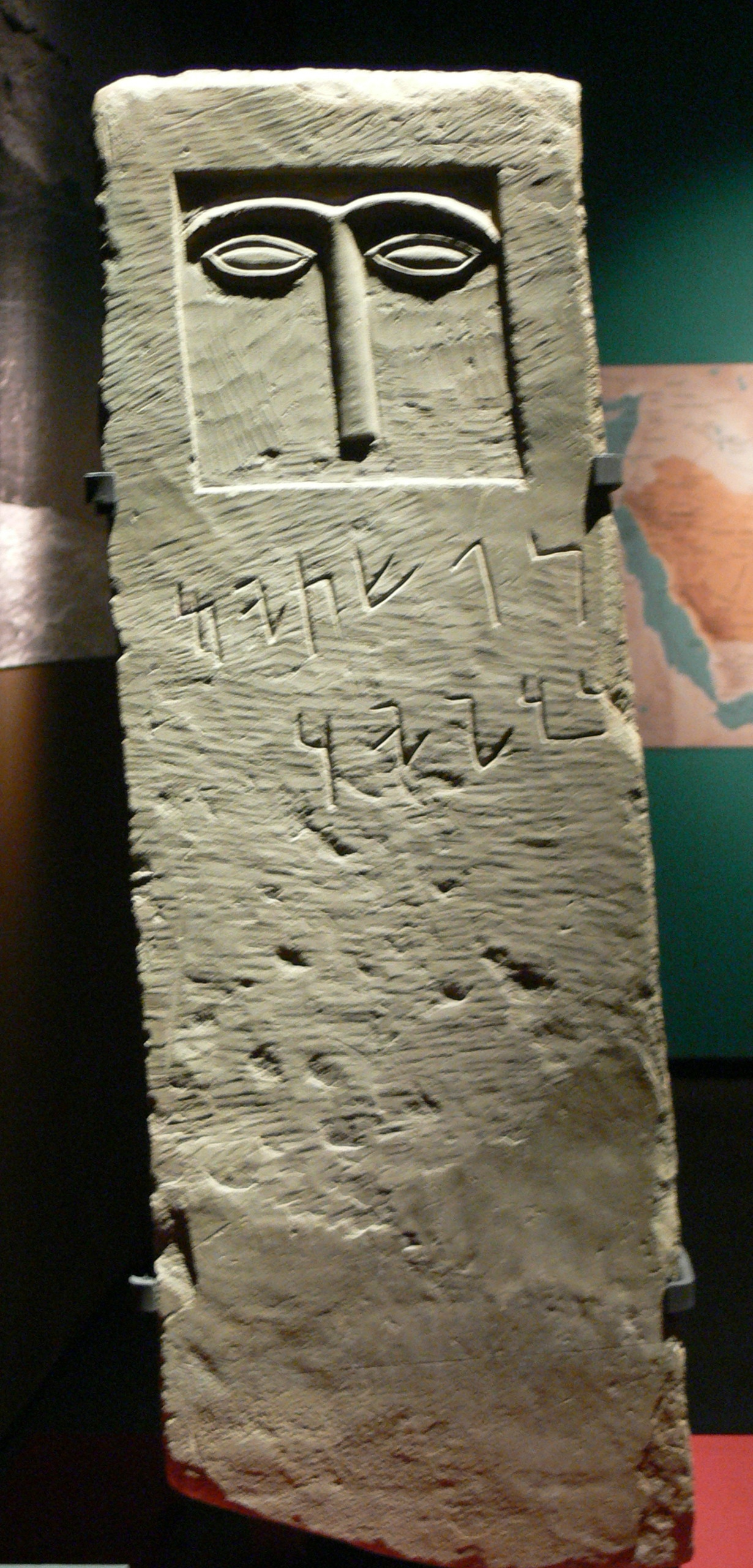
顔とアラム語刻文のある石碑。タイマー博物館蔵

壁に保護された居住地は6メートルを越える高さに重なった5つの層位が認められ、土器その他の遺物によって容易に区別できる。これらは西暦1千年紀中頃から800年間にわたっている。この鉄器時代の居住地は石製の家によって特徴づけられる。その大部分は小型ないし中規模の家で、食事の準備や手工業が行われていた。大規模な建物は500平方メートルの広さがあって柱廊を持っていた。この建物から発見された本来3メートルの高さを持つ一枚岩からできていた像の頭部、現在タイマー博物館の蔵する同じ大きさの別の像などの遺物、および近くのダダンから発見された遺物との比較により、この建物は神殿であったと推定されている。
アッシリアのティグラト・ピレセル3世はタイマーからの貢納品を受けとっており、センナケリブはニネヴェの門のひとつを「タイマーとスムエルの民からの貢納品が届く」砂漠の門とした。アッシリアの記録によるとタイマーは土地のアラブ人の王朝によって当時支配されていた。シャムシーおよびザビーバという紀元前8世紀の2人の女王の名前が知られている。

### ナボニドゥス
神殿跡にアーチ型で星型のシンボルの前に立った王の像があり、その図像と楔形文字刻文の断片（名前は残っていない）はバビロニア王ナボニドゥスであることを示す。
いわゆる「ハラン碑文」によると、バビロニア王ナボニドゥスは統治3年目（紀元前553年）に政府をタイマーに移した。ナボニドゥスは戦役によってこの地の支配を確立し、ヤスリブ（今のマディーナ）とダダンも征服した。ナボニドゥスの詩も大軍とともにタイマーに出征したという。しかしこの詩の他の部分はプロパガンダ的な性質を持ち、このために史実性が疑われる結果になっている。ナボニドゥスの年代記では王が統治7-11年めにタイマーにいたことを確認できる。ただし最初の6年間についてはテクストが欠落している。ナボニドゥスが今のサウジアラビア北部に興味を示したのは香料貿易の支配などの経済的な理由があったと推測されている。
タイマーでは紀元前6世紀以降の楔形文字碑文が発見されている。紀元前500年ごろ以降のアラム語の碑文が出土している。タイマー南西部の丘であるアル・ムシャムラカにはリフヤーン文字の磨崖碑文があり、「NBND / MLK / BBL」という文が記されていて、「バビロニア王ナボニドゥス」と解釈されている。
タイマーがアケメネス朝の領地に組みこまれたことがあったかどうかは明らかでない。

### ユダヤ人
西暦1-6世紀にはタイマーにユダヤ人のコミュニティが存在した。6世紀には王子かつ詩人であり、詩人イムル＝ル＝カイスを招いたことで知られるサマウアル (Samaw'al ibn 'Adiya) がこの地に住んでいた。ユダヤ人旅行家であるトゥデラのベンヤミンはタイマーおよび隣接するハイバルにユダヤ人が1170年ごろ住んでいたと記述している。
アラブの伝承によると古代後期にタイマーはユダヤ人の王朝に統治されていたというが、これが離散ユダヤ人であるのか、ユダヤ教に改宗したアラブ人の子孫であるのかは明らかでない。630年代に町はイスラム教徒に征服され、ユダヤ人はズィンミーとされた。後に住民の多くは追放された。
1181年夏、ルノー・ド・シャティヨンがタイマー附近でダマスカスからメッカへ旅するイスラム教徒のキャラバンを攻撃し、1180年にサラーフッディーンと結んだ休戦協定を破った。

## 古代の神々
タイマーで発見された碑文は、サルム・センガラ・アシマの3神への礼拝について記している。この3神のうちサルムが最高神だった。これらの神は3つの地名（mḥrm, hgm, rbまたはdb）と結びつけられているが、正確な発音と位置ははっきりしない。サルム神の象徴は（翼を持つ）太陽であったが、その一方で月にも割りあてられていた（サルムの名はアッシリアの月神であるシンと関係する可能性がある）。アシマ神は金星によって象徴される。

## 聖書での言及
タイマーは旧約聖書においてテマ(תֵּימָא または תֵּמָא)の名で数回言及されている（ヨブ記6:19、イザヤ書21:14、エレミヤ書25:23）。
聖書ではイシュマエルの子のひとりの名がテマと呼ばれている（創世記25:15、歴代誌上1:30）。創世記の記述によるとイシュマエルの12人の子 (Ishmaelites) の名は「村落や宿営地に従って付けられた」(25:16)という。

## キャラバンと香料貿易
タイマーは古代のもっとも重要な貿易路のひとつである香料の道（アラビア南部とレバント地方を結ぶ）のもっとも重要なオアシスだった。ラクダのキャラバンが香をアラビア南部から北へ運び、アラビアのヤシのオアシスを休息地および交易地として使用した。

## 見どころ
- カスル・アル＝アブラク(قصر الأبلق)は町の南西部にある城である。ユダヤ教徒のアラブ詩人で戦士だったサマウアル・イブン・アーディヤー[7]およびその祖父であるアーディヤーによって6世紀に建設された。
- カスル・アル＝ハムラー(قصر الحمراء)は7世紀に立てられた宮殿である。
- 古代のタイマーは三方を考古学上重要な外壁に囲まれており、それらは紀元前6世紀に建設された。
- カスル・アル＝ラズム(قصر الرضم)
- ハッダージの井戸(بئر هداج)はアラビア半島最大の井戸とされる[2]。直径18メートルの井戸で、周囲に約70個の水を汲むための装置が置かれている[2][8]。動物（普通はラクダ）の力で約13メートルの深さから滑車とロープを使って地表まで水を移動させる。1962年にすでに6つのポンプが稼動しており、水を汲むための伝統的な装置は衰退しつつある。1990年代にタブーク州知事ファハド・ビン・スルターン・ビン・アブドゥルアズィーズ王子 (Fahd bin Sultan Al Saud) の指示[4]およびタイマー考古学民族学博物館長ムハンマド・アル＝ナジムの指導によって[2]装置は公園的な空間で囲まれた。
- 墓地
- アラム語、リフヤーン語（古代北アラビア語のダダン方言）、サムード語（古代北アラビア語の方言）、ナバタイ語で書かれた多数の碑文
- アルナスラーロック（英語版）

## 考古学調査
2004年以降、タイマーはリカルド・アイヒマンの率いるドイツ考古学研究所 (DAI) によって調査されている。